# Loktionov
Loktionov je priimek več oseb:
- Aleksander Dimitrijevič Loktionov, sovjetski general
- Andrej Vjačeslavovič Loktionov, ruski hokejist